# Homola
Homola Leach, 1816 è un genere di crostacei decapodi appartenenti alla famiglia Homolidae.

## Tassonomia
In questo genere sono riconosciute 11 specie:
- Homola barbata Fabricius, 1793)
- Homola coriolisi Guinot & Richer de Forges, 1995
- Homola dickinsoni Eldredge, 1980
- Homola eldredgei Guinot & Richer de Forges, 1995
- Homola ikedai Sakai, 1979
- Homola mieensis Sakai, 1979
- Homola minima Guinot & Richer de Forges, 1995
- Homola orientalis Henderson, 1888
- Homola poupini Richer de Forges & Ng, 2007
- Homola ranunculus Guinot & Richer de Forges, 1995
- Homola vigil A. Milne-Edwards, 1880